# Водни саобраћај у Републици Српској
Водни саобраћај у Републици Српској заједно са друмским транспортом и железницом, игра кључну улогу у превозу терета (како је то регулисано транспортном политиком Европске уније), коју је прихватила и Република Српска, због исплативости, сигурности, уштеде енергије и занемаривог утицаја на животну средину.

## Реке у систему водног саобраћаја
Уважавајући морфолошке и хидролошке карактеристике водотока, могућност и потребу развоја речног саобраћаја на апростору Босне и Херцеговине, уочава се одвојено разматрање за реку Саву, а одвојено за остале реке – њене притоке.

### Река Сава
У развојним документима пловних путева у Републици Српској , акценат се ставља на реку Саву, која се сматра полазиштем за развој речног саобраћаја. Њен значај проистиче из чињеница  да она представља међународни ток, и везу са Дунавом, који повезује  земље јужне и источне Европе са црноморском луком Констанца, са једне, и централном Европом са друге стране. Поред тога, река Сава представља за простор Републике Српске прилично безопасну, а уз то економски исплативу транспортну руту.
Река Сава је некада представљала важан унутрашњи пловни пут, а пловидба овом реком је до 1990. била релативно добро развијена.
Луке Брчко, Шамац и Брод (уз луку Сисак у Хрватској) биле су најзначајније луке у региону, а највећи обим транспорта је оствариван преко луке Брод (транспорт за потребе оближње рафинерије нафте).
Од ушћа Саве до Брчког, које се налази на ркм 225, пловност Саве је по АГН-у била класе IV, а од Брчког до Сиска класе III. Генерално посматрано, пловни путеви класе IV и изнад сматрају се за путеве међународног значаја.
| Деоница реке Саве (низводно) | Деоница реке Саве (узводно) | Дужина (речни – км) | Класа пловног дела | Карактеристике пловила (Макс. дужина x ширина x газ тонажа) |
| ---------------------------- | --------------------------- | ------------------- | ------------------ | ----------------------------------------------------------- |
| 176.0 Млинско острво         | 185.0 Сремска Рача          | 9.0                 | III                | 70м x 8,2/9,0/10,1 м x 1,6–2,0 м 470–700 тона               |
| 185.0 Сремска Рача           | 305.7 Славонски Шамац       | 124,7*              | III                | 70м x 8,2/9,0/10,1 м x 1,6–2,0 м 470–700 тона               |
| 305.7 Славонски Шамац        | 330.2 Оприсавци             | 24,5                | III                | 70 м x 8,2/9,0/10,1 м x 1,6–2,0 м 470–700 тона              |
| 330.2 Оприсавци              | 363.2 Славонски Брод – град | 33,0                | IV                 | 85 м x 9,5 м x 2,5 1.000–1.500 тона                         |
| 363.2 Славонски Брод – град  | 507.4 Доња Градина          | 219,8               | III                | 70 м x 8,2/9,0/10,1 м x 1,6–2,0 м 470–700 тона              |

* Разлика од 4 км између обележене и стварне километраже је последица дуплих километарских ознака (речни километри 206 и 207 су двапут обележени) и новопројектованог пловног пута.
Данас река Сава представља границу Босне и Херцеговине са Србијом и Хрватском, у укупној дужини од 332,4 км, од ркм 175,0 (ушће Дрине) до ркм 507,4 (Доња Градина) и истовремено је једини могући пловни пут за превоз терета у Федерацији Босне и Херцеговине.
Река Сава тече територијом Федерације Босне и Херцеговине од ркм 231 до ркм 304,8 и од ркм 306 до ркм 338,8. На ова два потеза, укупне дужине 106,5 км, не налази се ниједна речна лука.

### Притоке реке Саве
У притоке реке Саве на територији Босне и Херцеговине чији поједини делови могу бити пловни спадају:
- Реке Уна са Саном, након обезбеђења пловног пловни пута Уне и Сане, као објекта вишенаменског карактера, реализованог заједно са енергетиком.[5]
- Реке Босна са реком Спречом, након оспособиљавања пловног пута Босне и Спрече.[5]
- Река Дрина, потез од ушћа до Зворника. Тај пловни пут се може остварити само заједно са Србијом (Просторни план Србије, Водопривредна основа Србије).[5]
- Реке Врбас, до индустријске зоне Бања Луке, коришћењем доњег тока Врбаса.[5]

## Развој речног саобраћаја у РС
У оквиру опште концепције просторног развоја Републике Српске, оперативни циљеви развоја речног саобраћаја су:
- обнова и развој унутрашњих пловних путева;
- обнова и развој лука и пристаништа;
- обнова и развој флоте;
- почетне анализе могућности формирања двојног мултимодалног (вишевидовног) чвора Шамац – Брод.

Комбиновани транспорт
Унутрашња пловидба од лука Републике Српске и Федерације Босне и Херцеговине на Сави и према њима требала би бити комбинована са железничким и путним транспортом, како би се повезале индустријске локације, и тиме успоставили ефикасни ланци снабдевања. То би био кључни фактор за развој индустрије (производни погони великих капацитета), којим би се омогућила боља конкурентност на светском тржишту.

## Развој речних пристаништа у РС
Имајући у виду да би изградња одговарајућих пристаништа, директно утицала на развој пловне мреже у Републици Српској, неопходан је развој речних лука на Сави, у:
- Брчком и Шамцу (оспособљавање за око четири милиона тона годишње),
- Броду (са нафтним терминалом) као и у Градишци,
- Бијељини (мањег терминала).

Луке у Броду и Шамцу могуће је повезати у јединствен мултимодални чвор са везама према коридорима Vc и Х.
Обнова пловних путева подразумева и реализацију одговарајућих пристаништа:
- Зворник на Дрини,
- Добој и Модрича на Босни,
- Бања Лука – индустријска зона, Нови Град и Приједор на Уни и Сани;
- Шамац на реци Сави

На реци Сави неопходно је извршити доградњу пристаништа, у циљу повећања постојећих капацитета, а изградњом терминала у Градишци и мањег терминала у Рачи код Бијељине, пловни пут реке Саве био би у потпуности опремљен речним пристаништима.

## Сектор за водени и језерски саобраћај министартсва саобраћаја и веза  РС
Сектор за водини и језерски саобраћај министартсва саобраћаја и веза  РС обавља ове послове који се  односе на водни саобраћај:
- припрема, прати и применњуј законскњ и друге прописе и иницира измена и допуна законских прописа из области водног саобраћаја и безбедности пловидбе;
- уређење и подстицање развоја водног саобраћаја и безбедности пловидбе;
- предлаже стратегију и планове развоја водног саобраћаја;
- иницира  израду, праћење и спровођење мултилатералних и билатералних споразума у области водног саобраћаја;
- остварује сарадњу са међународним организацијама у области водног саобраћаја;
- даје мишљења на материјале које припремају други органи и организације из делокруга
- прати пројекте који се односе на изградњу и реконструкцију објеката безбедности пловидбе и регулационе радове на унутрашњим водним путевима у циљу повећања безбедности пловидбе;
- води блигационе и својинско-правне односе у области водног саобраћаја;
- прати кретања и задржавања пловила; издавање бродских исправа и књига, издавање личних и других исправа за чланове посаде пловила;
- доноси решења о уписима пловила,

## Законска регулатива у области водног саобраћаја
- Закон о унутрашњој пловидби.[9]
- Правилник о начину и условима за пловидбу пловних и премјештање плутајућих објеката.[10]
- Уредба о престанку примјене уредбе о условима које морају да испуњавају луке, односно пристаништа за међународни саобраћај, пловни путеви на којима важи међународни или међудржавни режим пловидбе.[11]
- Одлука о престанку примјене одлука о техничким правилима Југорегистра.[12]
- Правилник о вођењу исправа и књига пловила.[13]